# گیلوادشتان
گیلوادشتان، روستایی است از توابع بخش کوچصفهان شهرستان رشت در استان گیلان ایران.

## جمعیت
براساس سرشماری مرکز آمار ایران در سال ۱۳۸۵، جمعیت آن ۱۹۹۰ نفر (۶۰۰خانوار) بوده‌است.